# Saadat Ali Cã
Saadat Ali Cã (Hindi: सआदत अली खान, Urdu: سعادت علی خان‎) (1680 – 19 de março de 1739) foi o Nababo de Awadh (Oudh) de 26 de janeiro de 1722 a 1739, e filho de Maomé Nasir. Aos vinte e cinco anos ele acompanhou o seu pai, Maomé Nasir, e se juntou à última batalha do Imperador Mogol, Auranguezebe, contra os Marata em Decão, onde o imperador o premiou honradamente com o título de Cã Bahadur por seus serviços.

## Vida e carreira
O nome de nascimento de Sa'adat Cã era Muhammad Amin Musawi e ele era filho de Muhammad Nasir Musawi um mercador xiita de Coração e descendente de Musa al-Kadhim. Seu avô era um mercador rico que migrou para Índia durante o reinado do Imperador Mogol, Shah Jahan. O pai de Saadat Ali Khan se tornou um oficial durante o reinado de Bahadur Shah I. Ele é o primeiro e progenitor dos Nababos de Oudh.
No início do reinado do imperador Maomé Xá ele teve o cargo de faujdari (comandante de batalhão) de Bayana. Ele fez um esforço mal-sucedido para libertar o exército mogol preso durante a Batalha de Bhopal.

Ele foi um dos generais comandantes na Batalha de Karnal contra Nader Xá. Sa'adat Cã foi capturado durante a batalha e faleceu na véspera do massacre de Deli por Nader Xá em 19 de março de 1739. Ele foi sepultado em Deli no mausoléu de seu cunhado, Sayadat Khan.